# Saleh Al-Nu'eimeh
Saleh Al-Nu'eimeh (Riad, Arabia Saudita; 24 de junio de 1960) es un exfutbolista de Arabia Saudita que jugaba en la posición de defensa.

## Carrera

### Club
Jugó toda su carrera con el Al-Hilal SFC de 1976 a 1990, con el que fue seis veces campeón nacional y ganó seis títulos de copa

### Selección nacional
Jugó para Arabia Saudita en 99 partidos de 1978 a 1989 y anotó dos goles, ganó dos veces la Copa Asiática y fue elegido al equipo ideal de la edición de 1988, además de participar en tres ocasiones en los Juegos Asiáticos.

## Logros

### Club
- Liga Profesional Saudí: 6

1976–77, 1978–79, 1984–85, 1985–86, 1987–88, 1989–90
- Copa del Rey de Campeones: 4

1980, 1982, 1984, 1989
- Copa Federación de Arabia Saudita: 2

1986-87, 1989-90

### Selección nacional
- Copa Asiática: 2

1984, 1988

### Individual
- Miembro del equipo ideal de la Copa Asiática 1988.[3]